# Унруг, Юзеф
Юзеф Михал Хуберт Унруг (пол. Józef Michał Hubert Unrug; 7 октября 1884 — 28 февраля 1973) — германский и польский военно-морской деятель, главнокомандующий ВМС Польши с 1925 по 1939 год и на начальной стадии Второй мировой войны. С 1907 года служил в Кайзеровских ВМС Германии, после окончания Первой мировой войны и обретения независимости Польши служил в Польских ВМС, будучи с 1925 года их главнокомандующим.

## Биография
Унруг родился в 1884 году в городе Бранденбург-на-Хафеле в германизированной семье Тадеуша Унруга, генерал-майора прусской армии. После окончания гимназии в Дрездене поступил в военно-морское училище в Киле, после окончания которого начал службу в Императорском флоте Германии в 1907 году. В годы Первой мировой войны Унруг служил в подводном флоте, дослужившись до должности командира флотилии подводных лодок.
После того, как Польша получила независимость, Унруг добровольцем записался в ряды польской армии. Вскоре он был переведён во вновь создаваемые военно-морские силы молодого государства. Первое время он был начальником Гидрографической службы, а также вновь был командиром флотилии подводных лодок. В новообразованном флоте Унруг был одним из наиболее грамотных офицеров, что обеспечило ему быстрый карьерный рост. Унруг быстро «дорос» в чине до контр-адмирала, а в 1925 году, несмотря на плохое владение польским языком, он становится главнокомандующим Военно-морскими силами Польши.
Во время германского вторжения в Польшу в 1939 году, Унруг отвечал за выполнение плана по переходу части флота в британские порты (Операция «Пекин»). Другой операцией польских ВМС в то время стало заграждение минами Гданьской бухты — план «Ворек».
После того, как польский флот фактически перестал существовать, Унруг продолжал командовать сухопутными силами с целью предотвращения захвата немцами Польского коридора. 1 октября 1939 года, после падения Варшавы и Модлина, адмирал решил, что продолжение обороны всё ещё остававшейся в руках польских сил Хельской косы бессмысленно. На следующий день все находившиеся под его командованием войска капитулировали.
Остаток войны адмирал Унруг провел в германских лагерях для военнопленных. В лагере «Офлаг VII-A» Мюрнау он был самым старшим по званию офицером и командовал находившимися там интернированными польскими солдатами. К Унругу, как к бывшему кадровому офицеру Императорских ВМС Германии, немцы относились с большим уважением. Предпринимались даже попытки склонить адмирала к новому переходу на службу германского флота, с этой целью его посещали его бывшие флотские сослуживцы. Однако Унруг не поддался на уговоры, более того, он отказывался разговаривать по-немецки, заявляя, что забыл этот язык в сентябре 1939 года. К раздражению немцев, он всегда настаивал на том, чтобы при разговоре с кем-либо, не говорившим по-польски, присутствовал переводчик, несмотря на то, что адмирал говорил по-немецки лучше, чем по-польски. Крепостью своего духа и твёрдыми принципами он вселял уверенность в своих подопечных — заключенных лагерей для военнопленных.
После того, как в июне 1945 года власть в Польше перешла к «Временному правительству национального единства», контролировавшемуся коммунистами, Унруг перебрался в Великобританию, где служил в польских силах, расквартированных на территории стран Запада и принимал участие в их расформировании. После признания западными союзниками ПНР бывший адмирал польского флота остался в Великобритании. Юзеф Унруг умер 28 февраля 1973 года в госпитале для польских ветеранов в Лейи-ан-Валь, во Франции, в возрасте 88 лет. 5 марта того же года похоронен в часовне семейного дворца Браницки в Монтрезоре. В 1976 году мемориальная плита в честь адмирала Унруга была установлена в пригороде Гдыни.